# Eurovision Choir 2019
Het Eurovision Choir 2019 was de tweede editie van het Eurovision Choir-zangfestival. Het festival werd op 3 augustus 2019 gehouden in Göteborg in Zweden. Het was de eerste keer dat Zweden dit festival organiseerde. De overwinning ging naar het koor uit Denemarken.

## Format
Het format week niet veel af van dat van de eerste editie. De landen zonden een koor in dat één of meerdere stukken bracht. Het verschil met de eerste editie was, dat de optredens nu niet langer dan vier minuten mochten duren, in plaats van zes minuten. De koren mochten zelf kiezen welke genres ze zongen, maar er moest een nationale of regionale invloed aanwezig zijn van het land dat ze vertegenwoordigden.
Ook nieuw was de finale. De drie beste koren gingen door naar de finale en brachten daar een ander stuk ten gehore dat drie minuten duurde.

## Gastland
Na eerdere geruchten werd Zweden op 8 juli 2018 officieel voorgesteld als gastland voor de tweede editie van Eurovision Choir 2019. Meteen werd ook bekendgemaakt dat het festival georganiseerd zou worden in Göteborg, de op-één-na grootste stad van Zweden, na Stockholm.
Oorspronkelijk zou het festival georganiseerd worden in het Scandinavium, de zaal die ook het Eurovisiesongfestival 1985 organiseerde, maar later wijzigde dit naar de Partille Arena.

## Deelnemende landen
Op 18 december 2018 werd de officiële deelnemerslijst gepubliceerd. Hierop stonden tien landen. België, Duitsland, Letland, Slovenië en Wales zouden na 2017 opnieuw deelnemen aan het festival. Noorwegen, Schotland, gastland Zweden en Zwitserland zouden voor het eerst deelnemen, terwijl Estland, Hongarije en Oostenrijk na slechts één deelname al afhaakten. Denemarken haakte eerst ook af, maar besloot later toch deel te nemen.
Oorspronkelijk zou ook Roemenië deelnemen, het land had zijn inzending al gekozen. Op 18 december 2018 stond het land echter niet op de gepubliceerde deelnemerslijst. Frankrijk stond aanvankelijk wel op die lijst, maar werd later door de EBU eraf gehaald nadat gebleken was dat ze geen koor hadden ingeschreven.

## Uitslag

### Halve finale
| Volgorde | Land        | Taal                                            | Koor                                  | Lied(eren)                                                                                            | Resultaat      |
| -------- | ----------- | ----------------------------------------------- | ------------------------------------- | --- | -------------- |
| 1        | Zweden      | Verzonnen Zweeds                                | Zero8                                 | Khourmi Hej, dunkom så länge vi levom                                                                 | uit            |
| 2        | België      | Engels en Frans                                 | Almakalia                             | Made in Belgium                                                                                       | uit            |
| 3        | Letland     | Lets                                            | Babite Municipality Mixed Choir Maska | Pērkontēvs                                                                                            | gekwalificeerd |
| 4        | Duitsland   | Duits                                           | BonnVoice                             | O Täler weit Die Gedanken sind frei                                                                   | uit            |
| 5        | Noorwegen   | Noors                                           | Volve Vokal                           | Ønskediktet                                                                                           | uit            |
| 6        | Denemarken  | Engels                                          | Vocal Line                            | True north                                                                                            | gekwalificeerd |
| 7        | Schotland   | Schots-Gaelisch                                 | Alba                                  | Cumha na cloinne Ach a mhairead Alba                                                                  | uit            |
| 8        | Slovenië    | Sloveens                                        | Jazzva                                | Spomenčice                                                                                            | gekwalificeerd |
| 9        | Zwitserland | Frans Reto-Romaans Patois Italiaans Duits Frans | Cake O'Phonie                         | Chante en mon cœur La sera sper il lag Poï Le ranz des vaches La ticinella Beresinalied Chanson d'ici | uit            |
| 10       | Wales       | Iers Welsh                                      | Ysgol Gerdd Ceredigion                | Cúnla Ar lan y môr                                                                                    | uit            |

### Finale
| Plaats | Land       | Taal     | Koor                                  | Lied         |
| ------ | ---------- | -------- | ------------------------------------- | ------------ |
| 1      | Denemarken | Deens    | Vocal Line                            | Viola        |
| 2      | Letland    | Lets     | Babite Municipality Mixed Choir Maska | Nāc, Dieviņi |
| 3      | Slovenië   | Sloveens | Jazzva                                | Bejži ptiček |

## Wijzigingen

Deelnemende landen
Landen die zich niet kwalificeerden voor de finale
Landen die in het verleden deelgenomen hebben, maar in 2019 afwezig waren

### Debuterende landen
- Noorwegen
- Schotland
- Zweden
- Zwitserland

### Terugtrekkende landen
- Estland
- Hongarije
- Oostenrijk